# Blackstone River Valley National Historical Park
Le Blackstone River Valley National Historical Park est une aire protégée américaine qui s'étend du comté de Worcester, dans le Massachusetts, au comté de Providence, dans le Rhode Island. Créé le 19 décembre 2014, ce site historique national protège une région industrielle comprenant plusieurs biens inscrits au Registre national des lieux historiques, parmi lesquels le district historique d'Ashton et le district historique de Whitinsville.